# Ricine
La ricine /ʁisin/ est une glycoprotéine et une toxine végétale produite par une plante de la famille des Euphorbiaceae, le ricin commun (Ricinus communis). Il s'agit d'un hétérodimère constitué de deux chaînes polypeptidiques, où la chaîne B est une lectine et la chaîne A agit comme une protéine inactivatrice de ribosome. Son mécanisme d'action lui confère une forte cytotoxicité, qui fait de la ricine l'une des substances les plus toxiques connues par l'homme.
La dose létale médiane (DL50) de la ricine chez la souris est d'environ 5 microgrammes par kilogramme de poids corporel par injection intraveineuse. La dose létale orale de la ricine chez l'homme a été estimée entre 1 et 20 µg/kg de poids corporel (environ 5 à 10 graines de ricin),.
La ricine est considérée comme une arme biologique potentielle. Elle est classée comme « agent biologique de catégorie B » par le CDC d'Atlanta et comme « Select Agent » par le HHS et inscrite au tableau 1A (Schedule 1) de la Convention sur l'interdiction des armes chimiques. Plusieurs cas de son utilisation comme poison ont été rapportés, le plus notoire étant l'assassinat du journaliste bulgare Guéorgui Markov.

## Étymologie et dénominations
La ricine est une toxalbumine découverte en 1888 par le scientifique allemand Peter Hermann Stillmark, le fondateur de la lectinologie. Le nom donné par Stillmark à la toxine est dérivé du nom de la plante d'où elle est extraite, le ricin – nom lui-même dérivé du latin ricinus (« tique, ricin ») – avec le suffixe -ine (désignant un produit extrait d’une plante).
L'armée britannique assigne à la toxine le code "W" (Agent W) durant la Seconde Guerre mondiale.
Plusieurs dénominations spécifiques sont trouvées dans la littérature scientifique anglophone : lectine ou RIP de type 2 de Ricinus communis et l'acronyme "RT" (pour "Ricinus toxin") afin de distinguer les deux chaînes de la ricine, "RTA" et "RTB".

## Biochimie
La ricine est une glycoprotéine de poids moléculaire 64 kDa, formée de deux chaînes polypeptidiques A et B, reliées entre elles par un pont disulfure. La chaîne B permet à la toxine de se fixer à la paroi cellulaire et la chaîne A, responsable des propriétés toxiques, est capable d’inhiber la synthèse des protéines en attaquant l'ARN des ribosomes, entraînant la mort cellulaire. La ricine est ainsi classée comme une protéine inactivant les ribosomes (en anglais Ribosome-inactivating protein aussi désigné par l'acronyme RIP) de type 2. Alors que les RIP de type 1 sont composées d'une seule chaîne protéique qui possède une activité catalytique, les RIP de type 2, également connues sous le nom d'holotoxines, sont composées de deux chaînes protéiques différentes qui forment un complexe hétérodimérique. Les RIP de type 2 sont constitués d'une chaîne A fonctionnellement équivalente à un RIP de type 1, reliée de manière covalente par une seule liaison disulfure à une chaîne B qui est catalytiquement inactive, mais qui sert de médiateur pour le transport du complexe protéique A-B de la surface de la cellule, via des vésicules porteuses, vers la lumière du réticulum endoplasmique (RE). Les RIP de type 1 et de type 2 sont fonctionnellement actifs contre les ribosomes in vitro ; cependant seuls les RIP de type 2 présentent une cytotoxicité in vivo en raison des propriétés de la chaîne B qui s'apparentent à celles d'une lectine,,.

### Biosynthèse
La ricine est synthétisée dans l'albumen des graines de ricin,,. Une autre protéine similaire à la ricine, l'agglutinine I du ricin commun, se trouve également produite par la plante. Le précurseur protéique de la ricine (proricine ou préproricine) a une longueur de 576 résidus d'acides aminés et contient un peptide signal (résidus 1-35), la chaîne A de la ricine (36-302), un peptide de liaison (303-314) et la chaîne B de la ricine (315-576). La séquence signal N-terminale transmet le prépolypeptide au réticulum endoplasmique (RE), puis le peptide signal est clivé. Dans le lumen du RE, le propolypeptide est glycosylé et une protéine disulfure isomérase catalyse la formation de liaisons disulfure entre les cystéines 294 et 318. Le propolypeptide est ensuite glycosylé dans l'appareil de Golgi et transporté vers les corps de stockage des protéines. Le propolypeptide est clivé dans les corps protéiques par une endopeptidase pour produire la protéine de ricine mature, composée d'une chaîne A de 267 résidus et d'une chaîne B de 262 résidus, liées par une seule liaison covalente disulfure.

### Structure

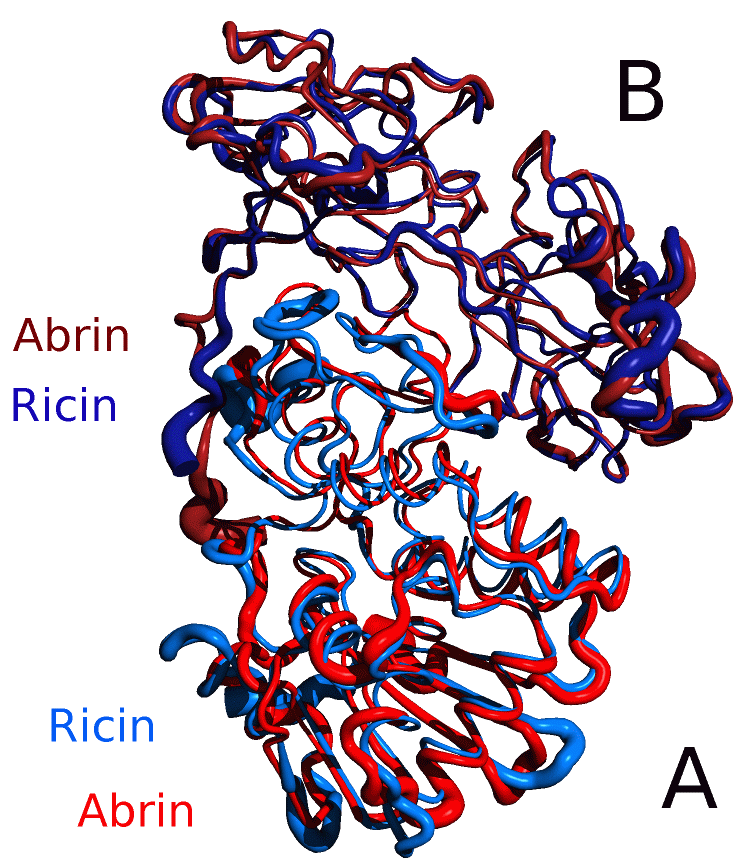
Comparaison des structures de l'abrine et de la ricine, montrant la similarité des deux protéines

En termes de structure, la ricine ressemble beaucoup à l'abrine. La structure quaternaire de la ricine est un hétérodimère globulaire glycosylé d'environ 60-65 kDa. La chaîne A et la chaîne B de la toxine ont des poids moléculaires similaires, d'environ 32 kDa et 34 kDa, respectivement.
- La chaîne A de la ricine (RTA) est une N-glycoside hydrolase composée de 267 acides aminés[19]. Elle possède trois domaines structuraux avec environ 50 % du polypeptide arrangé en hélices alpha et en feuillets bêta[20]. Les trois domaines forment une fente prononcée qui est le site actif de la RTA.
- La chaîne B de la ricine (RTB) est une lectine composée de 262 acides aminés capable de se lier aux résidus de galactose terminaux sur les surfaces cellulaires[21]. La RTB forme une structure bilobée, en forme d'haltère, dépourvue d'hélice alpha ou de feuillet bêta, dont les lobes individuels contiennent trois sous-domaines. Au moins un de ces trois sous-domaines dans chaque lobe homologue possède une poche de liaison aux sucres qui confère à la RTB son caractère fonctionnel.

### Mécanisme d'action

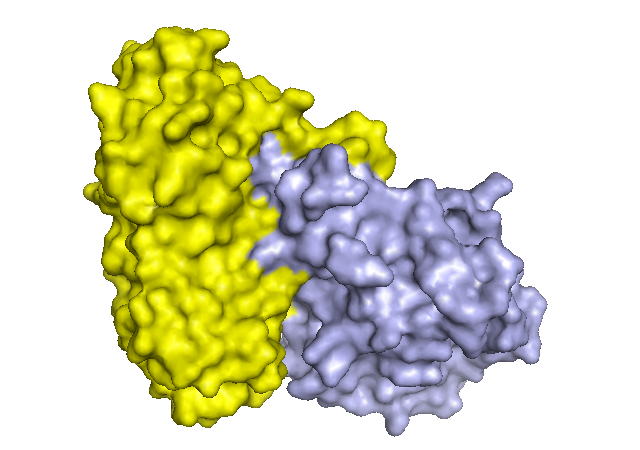
Structure de surface de la ricine

La chaîne B de la ricine se lie à des glucides complexes à la surface des cellules eucaryotes contenant soit des résidus terminaux de N-acétylgalactosamine, soit des résidus de bêta-1,4-galactose. En outre, les glycanes de type mannose de la ricine sont capables de se lier aux cellules qui expriment des récepteurs de mannose (une lectine type-C). Il a été démontré que la RTB se lie à la surface cellulaire à raison de 106-108 molécules de ricine par cellule.
La liaison abondante de la ricine aux membranes de surface permet l'internalisation avec tous les types d'invaginations membranaires. L'holotoxine peut être absorbée par des puits recouverts de clathrine, ainsi que par des voies indépendantes de la clathrine, notamment par les cavéoles et la macropinocytose,. Les vésicules intracellulaires transportent la ricine vers les endosomes qui sont acheminés vers l'appareil de Golgi. On pense que l'acidification active des endosomes a peu d'effet sur les propriétés fonctionnelles de la ricine. La ricine étant stable dans une large gamme de pH, la dégradation dans les endosomes ou les lysosomes n'offre que peu ou pas de protection contre la ricine. On pense que les molécules de ricine suivent un transport rétrograde via les endosomes précoces, le réseau trans-golgien et l'appareil de Golgi pour pénétrer dans la lumière du réticulum endoplasmique (RE).
Pour que la ricine fonctionne de manière cytotoxique, la RTA doit être clivée par réduction à partir de la RTB afin de libérer un bloc stérique du site actif de la RTA. Ce processus est catalysé par la protéine PDI (protéine disulfure isomérase) qui réside dans la lumière du RE,. La RTA libre dans la lumière du RE se déplie alors partiellement et s'enfouit partiellement dans la membrane du RE, où l'on pense qu'elle imite une protéine mal repliée associée à la membrane. Des rôles pour les protéines chaperons du RE GRP94, EDEM et BiP ont été proposés avant la "dislocation" de RTA de la lumière du RE vers le cytosol d'une manière qui utilise des composants de la voie de dégradation des protéines associée au réticulum endoplasmique (ERAD). La voie de dégradation des protéines associée au réticulum endoplasmique (ERAD) évacue normalement les protéines mal repliées du réticulum endoplasmique vers le cytosol afin qu'elles soient détruites par les protéasomes cytosoliques. La dislocation de RTA nécessite des complexes E3 ubiquitine ligase intégrés à la membrane du RE, mais RTA évite l'ubiquitination qui se produit habituellement avec les substrats ERAD en raison de sa faible teneur en résidus lysine, qui sont les sites d'attachement habituels de l'ubiquitine. Ainsi, la RTA évite le sort habituel des protéines disloquées (destruction qui est médiée par le ciblage des protéines ubiquitinylées vers les protéasomes cytosoliques). Dans le cytosol des cellules de mammifères, la RTA subit ensuite un triage par les chaperons moléculaires cytosoliques Hsc70 et Hsp90 et leurs co-chaperons, ainsi que par une sous-unité (RPT5) du protéasome lui-même, ce qui entraîne son repliement dans une conformation catalytique,, qui dépurine les ribosomes, stoppant ainsi la synthèse des protéines.
La RTA possède une activité ARNr N-glycosylase qui est responsable du clivage d'une liaison glycosidique dans le grand ARNr de la sous-unité 60S des ribosomes eucaryotes. La RTA hydrolyse de manière spécifique et irréversible la liaison N-glycosidique du résidu adénine en position 4324 (A4324) dans l'ARNr 28S, mais laisse intact le squelette phosphodiester de l'ARN. La ricine cible A4324 qui est contenu dans une séquence hautement conservée de 12 nucléotides que l'on trouve universellement dans les ribosomes eucaryotes. La séquence 5'-AGUACGAGAGGA-3', appelée boucle sarcine-ricine, est importante pour la liaison des facteurs d'élongation pendant la synthèse des protéines. L'événement de dépurination inactive rapidement et complètement le ribosome, ce qui entraîne une toxicité due à l'inhibition de la synthèse des protéines. Une seule molécule de RTA dans le cytosol est capable de dépuriner environ 1 500 ribosomes par minute. Ainsi on estime qu'une seule molécule de ricine est capable de tuer une seule cellule.
Le site actif de RTA contient plusieurs résidus d'acides aminés invariants impliqués dans la dépurination de l'ARN ribosomal. Bien que le mécanisme exact de l'événement soit inconnu, les résidus d'acides aminés clés identifiés comprennent la tyrosine aux positions 80 et 123, l'acide glutamique à la position 177, et l'arginine à la position 180. En particulier, il a été démontré que Arg180 et Glu177 sont impliqués dans le mécanisme catalytique, et non dans la liaison au substrat, grâce à des études de cinétique enzymatique impliquant des mutants de RTA. Un modèle de réaction proposé est le suivant :
1. Le substrat de la boucle sarcine-ricine se lie au site actif de RTA avec l'adénine cible empilée contre tyr80 et tyr123.
2. Arg180 est positionné de manière à pouvoir protoner N-3 de l'adénine et rompre la liaison entre N-9 de l'anneau adénine et C-1' du ribose.
3. La rupture de la liaison entraîne la formation d'un ion oxycarbonium sur le ribose, stabilisé par le Glu177.
4. La protonation N-3 de l'adénine par Arg180 permet la déprotonation d'une molécule d'eau voisine.
5. L'hydroxyle résultant attaque l'ion carbonium du ribose.
6. La dépurination de l'adénine donne un ribose neutre sur un squelette d'ARN phosphodiester intact.

### Rôle évolutif
Le rôle de la ricine et des autres RIP dans la nature, et plus largement dans l'évolution des plantes, est encore mal compris. Une hypothèse assez répandue est que les RIP pourraient constituer une défense contre les prédateurs et/ou les parasites. Il est possible que l'activité antivirale des RIP prévienne ou au moins limite les infections virales chez certaines plantes. En outre, il est probable que les RIP de type 2 toxiques dissuadent les animaux de manger les plantes qui les contiennent, ce qui est moins probable dans le cas des RIP de type 1, qui sont présents dans les plantes comestibles. Comme l'expression des RIP est renforcée dans les plantes ou les feuilles en état de sénescence ou soumises à divers stress biotiques et abiotiques, ils pourraient également jouer un rôle dans la résistance des plantes au stress, peut-être via la réorganisation du métabolisme des protéines par l'inhibition de la synthèse des protéines.

### Propriétés physico-chimiques
La ricine purifiée est une poudre blanche soluble dans l'eau et stable dans une large gamme de pH. Elle est inactivée par la chaleur, à 80°C dans une solution aqueuse pendant une heure, et nécessite des températures plus élevées ou des périodes d'inactivation plus longues lorsqu'elle se présente sous forme de poudre ou de produit brut (non purifié). La ricine est également inactivée par une exposition de 30 minutes à des concentrations d'hypochlorite de sodium (NAClO) de 0,1 % à 2,5 % (eau de javel diluée).

## Toxicologie
La toxicité de la ricine dans les modèles animaux comme la souris est relativement bien documentée. Les valeurs de toxicocinétique et toxicodynamique chez l'homme sont souvent extrapolées à partir des données obtenues par l'étude de la toxine chez l'animal et au travers des cas d'intoxication occasionnels. La section présente fait le résumé des connaissances sur la toxicité de la ricine,,,.

### Ingestion
La littérature ne fait état d'aucun cas d'empoisonnement dû à l'ingestion de ricine purifiée. Tous les rapports cliniques concernant l'empoisonnement font référence à l'ingestion de graines de ricin. La dose létale médiane orale (DL50) chez la souris est de 30 mg/kg, soit environ 1000 fois plus élevée que par injection ou inhalation (donc la ricine est mille fois plus toxique par voie pulmonaire ou parentérale). Cette toxicité plus faible par voie orale est due à la dégradation de la toxine dans le tractus gastro-intestinal. Dans des rapports sur l'ingestion de graines de ricin chez l'homme, la dose orale létale chez l'homme a été estimée à 1-20 mg/kg de poids corporel (ce qui correspond à environ 8 graines de ricin). Mais les doses de ricine estimées à partir du nombre de graines ingérées peuvent donner des estimations inexactes en raison de la variation de la taille, du poids et de la teneur en eau des graines ; de la région, de la saison et de la période de croissance de la plante au moment de la récolte des graines ; ainsi que du degré de mastication, de l'âge et des comorbidités,,,,. Les symptômes (de légers à mortels) se manifestent, selon les cas, après l'ingestion d'un nombre de graines variant entre 0,5 et 30. Dans un cas, il a été rapporté que l'ingestion de 2 graines seulement a suffi à causer la mort. Dans les modèles animaux, la ricine ingérée est absorbée dans les 2 heures par les vaisseaux lymphatiques et sanguins, et elle s'accumule principalement dans le foie et la rate.

### Injection
Il existe peu de données publiées sur l'exposition humaine à la ricine par voie parentérale. La DL50 chez la souris est d'environ 5 à 10 μg/kg,. Les doses létales minimales varient de 0,7 à 2 μg/kg chez la souris et de 1 à 1,75 μg/kg chez le chien.

### Inhalation
Le dépôt pulmonaire et la létalité après inhalation de ricine sont fortement influencés par la taille des particules (diamètre aérodynamique équivalent). Les particules de faible taille peuvent se déposer plus profondément dans les voies respiratoires, ce qui entraîne une mortalité plus élevée. Les particules d'un diamètre de plus en plus grand se déposent généralement plus haut dans les voies respiratoires et peuvent être balayées par le système mucociliaire, puis avalées. La DL50 chez les souris exposées à une forme de ricine, de taille particulaire inférieure à 5 μm, est d'environ 3 à 5 μg/kg. Des singes exposés à la ricine inhalée ont développé une dyspnée progressive 20 à 24 heures après l'administration de 21 à 42 μg/kg de particules de 1 à 2 μm de diamètre. Trois des cinq singes sont morts, respectivement après 36, 40 et 48 heures. L'autopsie a révélé un œdème pulmonaire diffus avec des zones multifocales de nécrose et d'inflammation. Les lésions étaient significativement plus graves dans les voies aériennes distales et les alvéoles. La toxicité résulte de l'inhibition de la synthèse des protéines, de la libération de cytokines et de lésions directes de la membrane épithéliale. La cible principale de la toxicité après inhalation de ricine sont les pneumocytes de type I et II,,,. Il n'y a pas eu d'absorption systémique significative après une exposition par inhalation et la toxicité était principalement limitée aux voies respiratoires dans ces études sur les animaux,,.

### Contact dermatologique ou ophtalmologique
La ricine ne traverse pas la barrière de la peau. Toutefois, une réaction allergique urticarienne à médiation IgE peut se produire après manipulation de la plante de ricin ou exposition à la poussière ou au tourteau de ricin,,,,,. Une irritation et le développement d'une conjonctivite pseudomembraneuse après exposition oculaire à de très faibles concentrations de ricine ont été rapportées chez les animaux. L'allergénicité de la plante est due à l'activité, non pas de la ricine, mais des protéines de la fraction allergène, constituée principalement des albumines 2S.

## Méthodes de détection et d'analyse

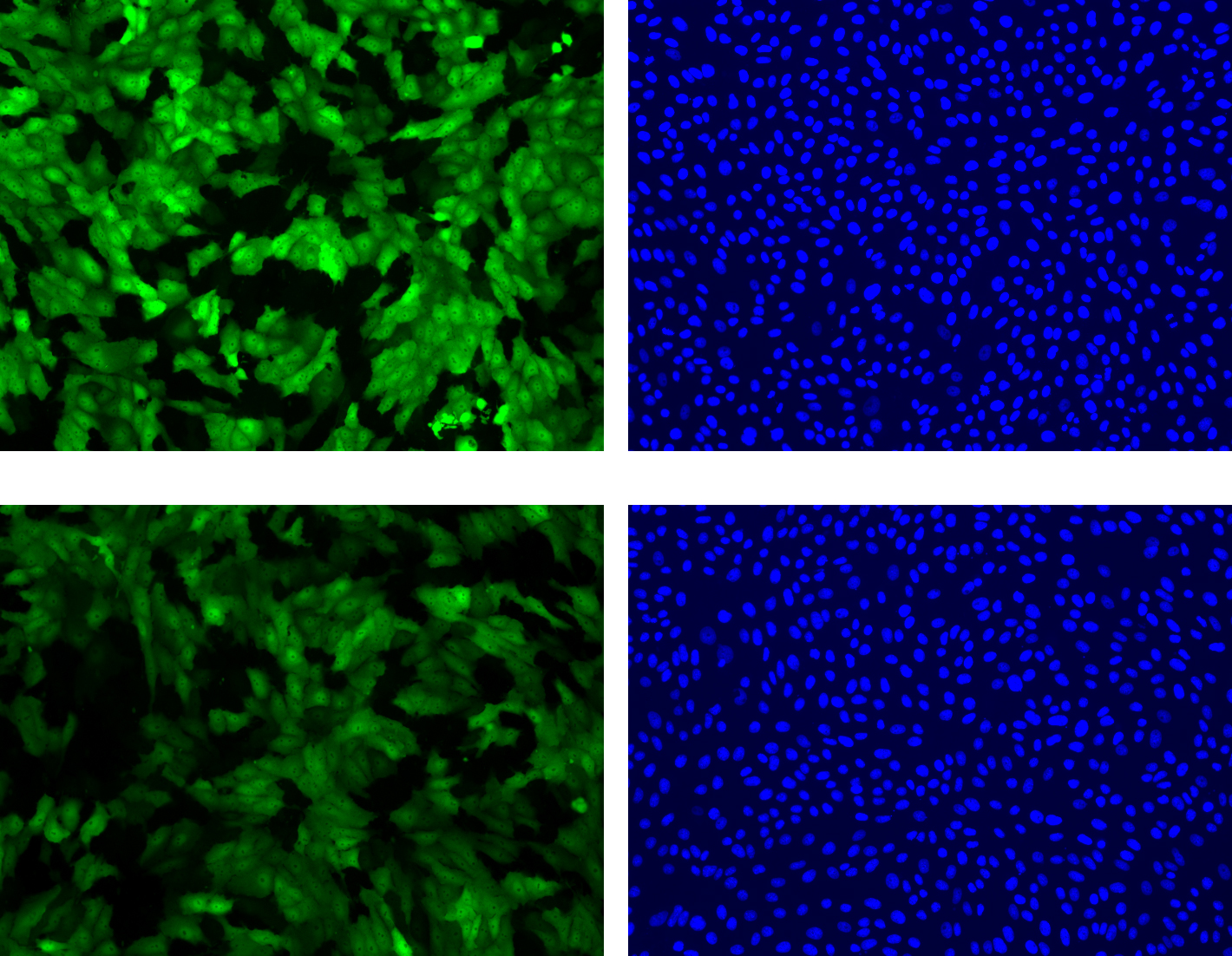
Photographies microscopiques d'un test d'activité de la ricine réalisé par le NIST. Le test montre le niveau de fluorescence, lié à l'activité enzymatique de la toxine (images vertes), et le nombre de cellules (images bleues) au moment où les cellules ont été exposées à la ricine (en haut) et 6 heures plus tard (en bas). On note que la fluorescence a diminué (plus de régions sombres dans la photo en bas à gauche) alors que le nombre de cellules reste pratiquement le même. Le test du NIST détecte donc la présence de la ricine avant même que le processus de mort cellulaire ne devienne significatif.

De nombreuses méthodes de détection et de quantification de la ricine ont été mises au point,. Ces méthodes se répartissent en quatre catégories selon le type : activité/toxicité, instrumentation chimique, immunodétection et détection indirecte. La référence standard pour la détection de la ricine est la toxicité chez la souris.

### Tests d'activité biologique et de toxicité
L'inhibition in vivo de la biosynthèse des protéines dans les cultures cellulaires et l'inhibition in vitro de la synthèse des protéines se sont révélées être des méthodes fiables pour détecter la ricine sans avoir recours à l'expérimentation animale et à la biopsie. Lorsque des cellules Vero transduites avec un adénovirus portant un gène de protéine fluorescente verte sont exposées à la ricine, la perte de la synthèse protéique est mesurée par la réduction de la fluorescence. Cette méthode permet de détecter la ricine jusqu'au seuil de 200 pg/mL. Une autre méthode d'une sensibilité similaire mesure la perte de luminescence des échantillons traités à la ricine dans un système de biosynthèse protéique in vitro auquel est ajouté l'ARNm de la luciférase Cette méthode repose directement sur l'action enzymatique de la sous-unité A de la ricine (RTA), à savoir la N-glycosidase qui libère une adénine de l'ARN 28S, entraînant la dysfonction du ribosome. Ce test est efficace pour détecter les RIP de type 1 et de type 2. Un autre test utilise des cellules Vero et contrôle le nombre de cellules viables (test de viabilité) restantes après traitement à la ricine ou à l'agglutinine de R. communis (RCA). La spécificité de ces systèmes in vivo et in vitro a été assurée par la démonstration de la perte d'activité de la ricine après ajout d'un anticorps à la toxine. Un autre test reposant sur la détection de l'adénine libérée de l'ARN a également été mis au point et permet de détecter les deux types de RIP. La méthode utilise une réaction enzymatique couplée qui convertit l'adénine libérée en ATP, qui à son tour provoque l'émission de luminescence par la luciférase.

### Détection physique
La détection directe par des méthodes instrumentales a été limitée à la détection par spectrométrie de masse à temps de vol avec désorption-ionisation laser assistée par matrice (MALDI-TOF MS),,. La ricine est séparée des autres matières présentes dans les échantillons par chromatographie d'exclusion stérique, puis elle est hydrolysée avec de la trypsine. L'hydrolysat est analysé par MALDI-TOF MS et les peptides de ricine sont identifiés par comparaison des ions de masse avec une base de données en ligne et par comparaison des peptides identifiés avec ceux d'un échantillon de référence.

### Tests immunologiques
Les approches les plus largement utilisées et les plus sensibles pour la détection spécifique de la ricine sont basées sur l'immunodétection. Les premiers travaux ont utilisé l'immunodiffusion radiale (IDR). Bien que cette technique ne soit pas très sensible, elle est reproductible et s'est avérée efficace pour identifier et sélectionner des variétés de ricin à faible teneur en ricine,. La mise au point d'anticorps monoclonaux contre la ricine a permis la détection spécifique de la ricine et de l'agglutinine sans interférence de la partie glucidique de la protéine, qui peut entraîner la détection de protéines autres que la ricine. Des anticorps monoclonaux qui distinguent la ricine et la RCA ont été mis au point. Les anticorps monoclonaux anti-ricine se sont révélés efficaces pour détecter la ricine dans le lait ainsi que dans d'autres aliments, et ont contribué à l'effort de sélection du ricin en identifiant des cultivars à faible teneur en ricine.
Le test le plus sensible pour la ricine était basé sur l'immunoPCR (IPCR). L'ADN est libéré par voie enzymatique, puis amplifié et quantifié par PCR en temps réel (RT-PCR). Ce test est 10 à 1000 fois plus sensible que les tests ELISA pour détecter la ricine dans les échantillons alimentaires. Grâce à sa sensibilité, il est possible de contrôler les niveaux de ricine dans le sang de souris traitées à la ricine.

### Détection indirecte
Les méthodes de détection indirecte de la ricine ont analysé les échantillons à la recherche de composants présents dans les extraits de graines de ricin, en particulier l'ADN de ricin et l'alcaloïde ricinine. Bien que la simple PCR soit efficace pour détecter l'ADN de ricin, en utilisant la RT-PCR, le niveau d'ADN peut être quantifié pour obtenir une indication du niveau de contamination. L'alcaloïde ricinine est présent dans toute la plante de ricin depuis le début de la germination jusqu'à la maturation des graines. La ricinine est couramment utilisée pour détecter l'empoisonnement à la ricine, car elle est éliminée de l'organisme dans les urines et facilement identifiée par GC-MS ou LC-MS.

## Gestion médicale de l'intoxication
L'intoxication à la ricine est très rare et souvent d'origine accidentelle. La section présente fait état des recommandations provenant d'instituts américains de biodéfense et de médecine militaire sur son diagnostic et sa prise en charge.

### Signes et symptômes
La pathologie dépend de la voie d'exposition. Après une exposition par aérosol, les signes et symptômes dépendent de la dose inhalée. Les expositions accidentelles sublétales à des aérosols, qui se sont produites chez l'homme dans les années 1940, étaient caractérisées par l'apparition de fièvre, d'oppression thoracique, de toux, de dyspnée, de nausées et d'arthralgies dans un délai de 4 à 8 heures,. L'apparition d'une transpiration abondante quelques heures plus tard coïncidait généralement avec la disparition de la plupart des symptômes. Bien que des expositions létales à des aérosols chez l'homme n'ont jamais été décrites, les changements physiopathologiques graves observés dans les voies respiratoires des animaux, y compris la nécrose et l'inondation sévère des alvéoles, ont été suffisants pour provoquer la mort par syndrome de détresse respiratoire aigu (SDRA) et insuffisance respiratoire. Le délai avant la mort chez les animaux de laboratoire dépend de la dose et se situe entre 36 et 72 heures après l'inhalation. On peut s'attendre à ce que les humains exposés développent une inflammation pulmonaire grave accompagnée d'une toux progressive, d'une dyspnée, d'une cyanose et d'un œdème pulmonaire.
Par d'autres voies d'exposition, la ricine n'est pas un irritant direct des poumons ; cependant, l'injection intraveineuse (IV) peut provoquer un œdème périvasculaire pulmonaire minime dû à une lésion de l'endothélium vasculaire. L'ingestion (intoxication orale) provoque une nécrose de l'épithélium gastro-intestinal, une hémorragie locale et une nécrose hépatique, splénique et rénale. Seuls 13 décès ont été enregistrés depuis la fin des années 1880 sur les 875 cas accidentels d'ingestion de graines de ricin signalés. L'ingestion de ricine est rarement mortelle en raison de la dégradation de la toxine par le faible pH de l'acide gastrique. L'injection intramusculaire (IM) provoque une nécrose locale grave des muscles et des ganglions lymphatiques régionaux, avec une atteinte modérée des organes viscéraux.

### Diagnostic
Une attaque à la ricine en aérosol serait principalement diagnostiquée par l'observation des caractéristiques cliniques dans le contexte épidémiologique approprié. Une lésion pulmonaire aiguë affectant un grand nombre de cas géographiquement regroupés devrait faire suspecter une attaque avec un irritant pulmonaire tel que la ricine, bien que d'autres agents pulmonaires puissent présenter des signes et des symptômes similaires. D'autres menaces biologiques, telles que l'entérotoxine B staphylococcique (SEB), la fièvre Q, la tularémie, la peste et certains agents chimiques de guerre comme le phosgène, doivent être pris en compte dans le diagnostic différentiel. L'œdème pulmonaire induit par la ricine devrait survenir beaucoup plus tard (1 à 3 jours après l'exposition) que celui induit par le SEB (environ 12 heures après l'exposition) ou le phosgène (environ 6 heures après l'exposition). L'intoxication à la ricine évolue malgré un traitement antibiotique, contrairement à un processus infectieux. L'intoxication à la ricine ne provoque pas de médiastinite comme dans le cas du charbon par inhalation. Les patients atteints d'une intoxication à la ricine n'atteignent pas un plateau clinique comme dans le cas d'une intoxication au SEB. Les autres caractéristiques cliniques ou diagnostiques après une exposition à la ricine par aérosol sont les suivantes : infiltrats bilatéraux sur la radiographie du thorax, hypoxémie artérielle, leucocytose neutrophile et aspirat bronchique riche en protéines par rapport au plasma, ce qui est caractéristique d'un œdème pulmonaire de haute perméabilité.
Des immunodosages spécifiques du sérum et des sécrétions respiratoires, des prélèvements cutanés et/ou nasaux, ou des colorations immunohistochimiques de tissus peuvent être utilisés lorsqu'ils sont disponibles. En raison de l'absorption cellulaire et de la distribution rapides de la toxine, une détection précoce est essentielle pour les soins et la survie du patient. La ricine a une demi-vie biphasique, une phase alpha et une phase bêta, ce qui limite la détection à 24 heures après l'intoxication. Plusieurs méthodes et plates-formes biochimiques sont utilisées pour la détection de la ricine : billes magnétiques marquées liées à des anticorps, anticorps de capture et de détection, ou par chromatographie en phase liquide-spectrométrie de masse (LC-MS).

### Traitement
La prise en charge des patients intoxiqués par la ricine varie en fonction de la voie d'exposition. Les patients présentant une intoxication pulmonaire sont pris en charge par le niveau approprié d'assistance respiratoire (oxygène, intubation, ventilation, pression expiratoire positive et surveillance hémodynamique) et par le traitement de l'œdème pulmonaire, le cas échéant. L'intoxication gastro-intestinale est traitée au mieux par un lavage gastrique, suivi de l'utilisation de cathartiques. L'administration de charbon suractivé au patient peut être utilisée pour neutraliser la toxine non liée. Il est important de remplacer les pertes de liquide gastro-intestinal par des fluides. Les anticorps anti-ricine peuvent atténuer les dommages causés s'ils sont administrés dès les premiers stades de l'intoxication,. Les AINS peuvent être utilisés pour limiter les effets inflammatoires associés à la toxine. En cas d'exposition percutanée, le traitement est avant tout un traitement de soutien.

### Prophylaxie
Les masques à gaz sont efficaces pour prévenir l'exposition aux aérosols de toxine. Bien qu'aucun vaccin approuvé et commercialisé ne soit actuellement disponible, des vaccins candidats sont en cours de développement (voir la section Développement de contre-mesures médicales).

## Développement de contre-mesures médicales

### Inhibiteurs chimiques

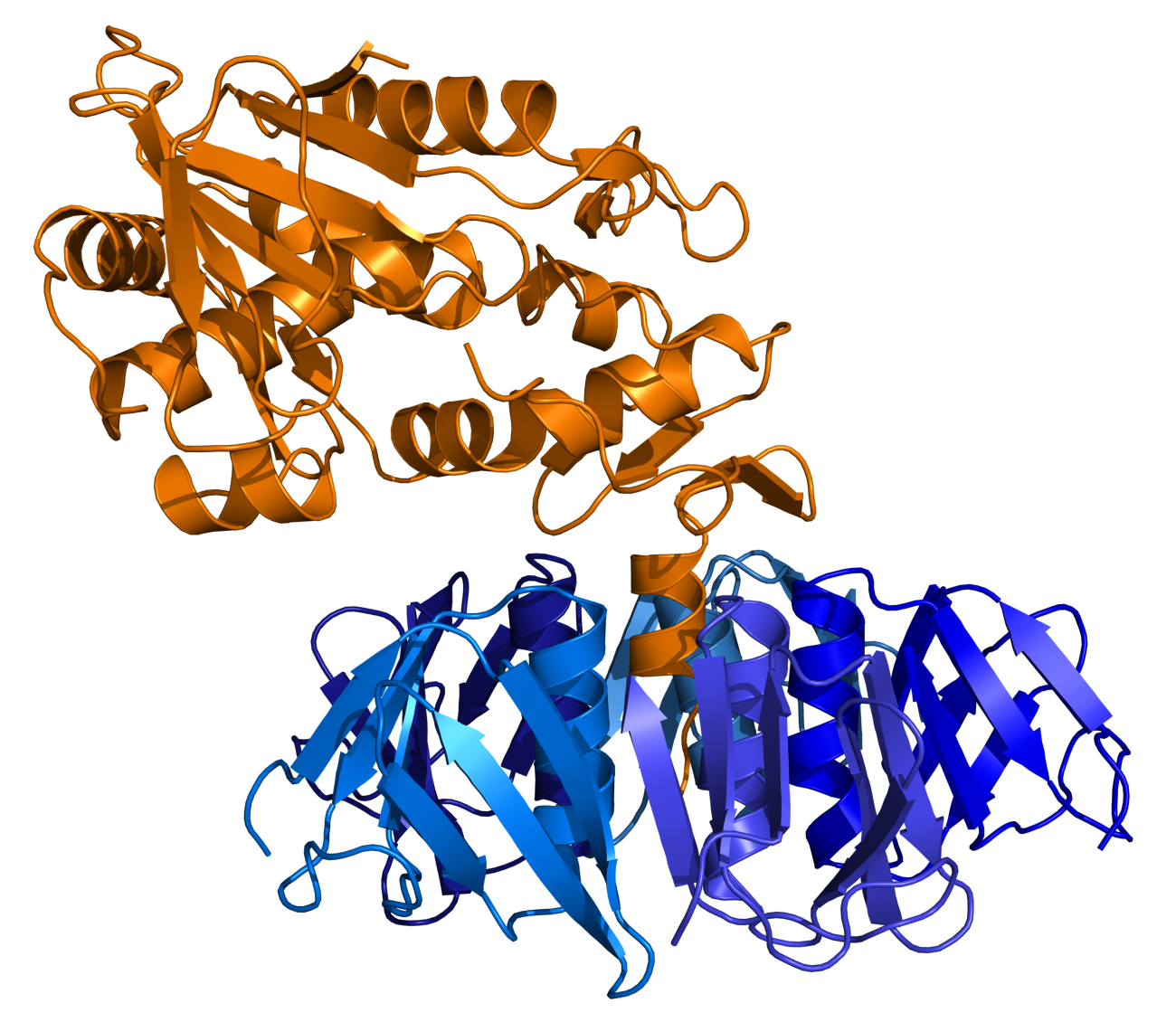
Modèle ruban de la shigatoxine de S. dysenteriae. Certains inhibiteurs chimiques du transport rétrograde comme les molécules Rétro rendent inefficaces d'autres toxines telles que les shigatoxines produites par les bactéries Shigella.

En 2010, une équipe a annoncé avoir découvert une molécule dite Rétro-2, qui — in vivo — protège, préventivement, des souris contre la ricine. Cette molécule semble également protéger des toxines AB produites par le choléra ou des shigatoxines de la bactérie Shigella, cause de dysenteries (shigellose). Ces chercheurs avaient antérieurement identifié une autre molécule (dite Rétro-1), mais qui ne semble active que in vitro contre la toxicité de la ricine. Le mécanisme de protection est l'inhibition de l'entrée de la chaîne A de la ricine (RTA) dans les cellules cibles, entre les endosomes précoces et l'appareil de Golgi. Les souris exposées à un empoisonnement à la ricine par voie nasale ont toutes survécu (contre 15 % pour le groupe témoin).

### Vaccins anti-ricine
L'USAMRIID (United States Army Medical Research Institute of Infectious Diseases) dispose actuellement d'un vaccin à base de chaîne A (RTA) de la ricine, RVEc™, qui fait l'objet d'essais cliniques. Ce vaccin est bien toléré et immunogène, conférant une protection contre les expositions létales par aérosol chez les animaux. La société biopharmaceutique américaine Soligenix, Inc. a obtenu une licence pour un vaccin anti-ricine appelé RiVax développé par l'University of Texas Southwestern Medical School. RiVax est construit à partir d'une autre chaîne RTA recombinante. Le vaccin s'est avéré sûr et immunogène chez la souris, le lapin et l'homme. Deux essais cliniques ont été réalisés avec succès. Le vaccin candidat a obtenu le statut de médicament orphelin aux États-Unis et dans la CEE. Des subventions du National Institute of Allergy and Infectious Diseases et de la Food and Drug Administration des États-Unis ont soutenu son développement.

## Risque criminel

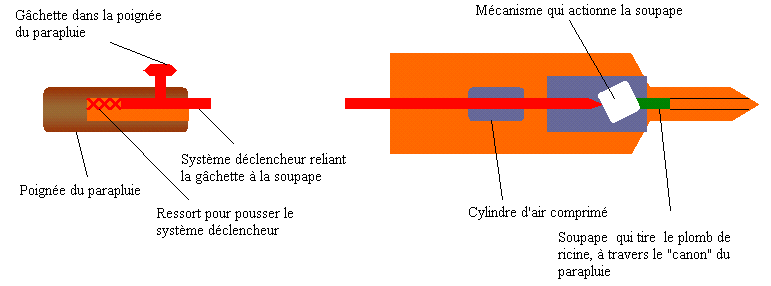
Schéma du dispositif du parapluie utilisé

En 1978, l’épisode du « parapluie bulgare » visait un opposant bulgare par les services secrets soviétiques de l’époque. À l’aide d’un parapluie muni d’un système permettant l’injection de ricine, l’opposant fut éliminé. Compte tenu de son pouvoir particulièrement toxique, la ricine pourrait être employée dans le cadre d'attaques terroristes (voir bioterrorisme et Plan Biotox) ou de crime d'État. Ainsi, le 18 mai 2018, le ministre de l'Intérieur français Gérard Collomb a annoncé qu’un attentat impliquant une personne projetant une attaque à la ricine aurait été déjoué en France.
Le 20 juin 2018, la police allemande annonce avoir déjoué un attentat à la bombe à la ricine après avoir arrêté un Tunisien à Cologne ayant commencé à synthétiser le poison.
Le 26 avril 2020, l'hebdomadaire tchèque Respekt rapporte qu'un agent secret russe muni d'un passeport diplomatique serait arrivé à Prague avec de la ricine dans sa mallette. Accueilli sur place par l'ambassade de Russie, cet agent aurait pour mission d'empoisonner le préfet de Prague 6 Ondřej Kolář et le maire de la ville Zdeněk Hřib. Les deux hommes seraient visés, l'un pour avoir démonté dans son district la statue du maréchal soviétique Ivan Koniev, et l'autre pour avoir baptisé la place devant l'ambassade russe du nom de Boris Nemtsov, opposant de Poutine assassiné en 2015,. Finalement, cette histoire de ricine s'avère être une pure invention et débouche sur l'expulsion du pays de deux employés de l'ambassade russe dont l'un serait à l'origine de la fausse alerte, selon le service de renseignement tchèque BIS.
Le 16 avril 2013, dans un courrier adressé au Sénat des États-Unis. Le lendemain, le président américain Barack Obama reçoit une lettre contenant également de la ricine.
En septembre 2020, une enveloppe contenant de la ricine est adressée à la Maison-Blanche et interceptée avant d’atteindre le président Donald Trump. Le FBI (USA) demande la collaboration de la GRC (Canada) afin d’enquêter. Cela mène à l’arrestation de Pascale Ferrier, une résidente de Longueuil au Québec. Elle qui est d’origine française a obtenu sa citoyenneté canadienne en 2015. Elle aurait aussi envoyé des lettres dans cinq destinations adressées à des institutions du Texas. Tous contenaient de la ricine selon l’enquête. Elle aurait eu plusieurs démêlés avec la justice américaine précédemment. Les lettres auraient été envoyées à partir de Montréal.
La ricine a été utilisée comme poison dans les années 1970, par les services secrets bulgares («parapluie bulgare») ou pour des suicides.

## Dans la fiction
Dans son roman La Vengeance du Kremlin (2013), l'écrivain Gérard de Villiers met en scène une équipe de tueurs qui tentent d'assassiner Malko Linge en le piquant à l'aide d'un dard empoisonné à la ricine. Un autre produit chimique létal est employé dans le roman pour assassiner avec succès Boris Berezovsky, le fluorure de sodium.
Dans la série télévisée Breaking Bad, la ricine est un élément central de l'intrigue du début de la saison 2 et des saisons 3, 4 et 5.
La popularité de Breaking Bad a inspiré plusieurs affaires criminelles réelles impliquant de la ricine ou des substances similaires. À Londres, une femme tente d'empoisonner sa mère avec de l'abrine après que cette dernière a interféré avec ses projets de mariage. En Angleterre, un homme de Liverpool est condamné après avoir tenté d'acheter 500 mg de ricine sur le dark web auprès d'un agent du FBI sous couverture. Il est condamné en 2015 à huit ans d'emprisonnement.
Dans la nouvelle La Maison de la mort d'Agatha Christie, la ricine est utilisée comme élément de l'intrigue.
Dans la dernière saison de Walker, Texas Ranger, la ricine est utilisée par Emil Lavocat pour assassiner le meilleur ami et ancien partenaire du Texas Ranger titulaire, C.D. Parker, afin de se venger d'eux et de tous les Rangers de leur compagnie pour son emprisonnement. Bien que le meurtre ait été maquillé en crise cardiaque vers la fin de "The Avenging Angel", la vérité sur la mort de C.D. est révélée dans le final, "The Final Show/Down", lorsque Walker et Trivette font exhumer et autopsier le corps de C.D. Parker.
Dans le film The Good Mother (2013), une mère injecte de la ricine à ses filles et les nourrit dans un cas de syndrome de Münchhausen par procuration ; elle est arrêtée après la mort d'une de ses filles.
Dans le film The Interview (2014), un timbre transdermique contenant de la ricine est utilisé dans le cadre d'un complot de la CIA visant à assassiner le dictateur nord-coréen Kim Jong-un par une poignée de main.
Dans le jeu vidéo Ready or Not, la mission "Obsession mortelle" mène le joueur dans la maison d'un homme paranoïaque et complotiste qui tente de synthétiser de la ricine en vue de causer un attentat à la bombe au ricin.